# ウィリアム・カペル
ウィリアム・カペル（William Kapell, 1922年9月20日 - 1953年10月29日）は、アメリカ合衆国のピアノ奏者。ニューヨークでロシア系ユダヤ人の家系に生まれ、当地でドロテア・アンダーソン・ラフォレットに師事した後、フィラデルフィア音楽院及びジュリアード音楽院でオルガ・サマロフに師事した。
音楽評論家のハロルド・ショーンバーグに「第二次世界大戦終焉後世代における最も有望なアメリカ人ピアニスト」と称されたが、オーストラリアでの演奏旅行から帰国した際の飛行機事故（英連邦太平洋航空304便墜落事故）により31歳で没した。直接的で透明感のある力強い演奏と、卓越した技巧、幅広く冒険心溢れるレパートリーが特徴だった。